# すぱぽーん
すぱぽーんは1995年10月6日にユタカ（バンダイグループ）から販売されたスーパーファミコン用コンピュータゲームソフト。
開発はナウプロダクション。パドルを操作し、ボールを跳ね返してブロックや敵を消していくアクションゲームである。
続編にすぱぽーんDXが発売されている。

## 概要
パドルを操作し、ボールを跳ね返してブロックや敵を消していくアクションゲーム通常のブロック崩しとは異なり、ブロックを全て壊す必要はなく、フィールド上の特定の敵の全滅によりステージクリアとなる。
ボールがパドルに接地する際にAボタンを押すことでボールの攻撃力を上げることが出来る。

## 移植版
ブロックくずし こわしてHELP！　ギュっ!とつまって1980シリーズ（PS1　2000年12月7日　発売元:メディアギャロップ）
Mejor Waveシリーズ　ブロックくずし（PS1　2003年4月24日　発売元:ハムスター）　上記の廉価版。パッケージにナウプロダクションの記載あり
移植に際してすぱぽーんの名前は使われていないが、システムやキャラクターデザイン、開発会社が同じである。
SFC版がベースだが内容は大きく異なる。難易度やグラフィックは強化され、画面レイアウトや時間制限の追加などアーケードライクな作りに一新されている。また、OPデモやストーリー要素が追加され、音楽はロック調に変更されている。

## 幻のアーケード版
SFC版と同時期にネオジオ版（発売は魔法株式会社）が開発されており、ロケテストの目撃報告もある。また、1995年6月13日に魔法株式会社がネオジオCD用ソフト「オールスターバレー（仮称）」を発表しており、実際にMVSで開発されていたと考えられる。
スーパーファミコンのブロックくずしゲームの移植に上記のような豪華さやアーケードゲームの様な作りで1から開発するとは到底思えず、PS版が未発売に終わったネオジオ版をベースにしていると考えられる。